# 제2회 CJ 아시아 인디 영화제
제2회 CJ 아시아 인디 영화제는 2005년 11월 3일에 열린 시상식이다.

## 수상 및 후보

### 관객상
- 내 곁에 있어줘 - 에릭 쿠 수상

### 한국영화 인기상
- 다섯은 너무 많아 - 안슬기 수상

### 국내장편영화
- 다섯은 너무 많아 - 안슬기
- 팔월의 일요일들 - 이진우
- 목두기 비디오 - 윤준형
- 택시 블루스 - 최하동하
- 브레인웨이브 - 신태라
- 다섯 개의 시선 - 박경희 외
- 거칠마루 - 김진성
- 눈부신 하루 - 김성호

### 국내단편영화
- 생리해서 좋은 날 - 김보정
- 어린이 바이엘 상권 - 조운
- 비 오는 날 맑음 - 안민선
- 흡연 모녀 - 유은정
- HD209458b - 김병훈
- 히치하이킹 - 최진성
- 완벽한 도미 요리 - 나홍진
- 핵분열가족 - 박수영 외
- 산책 - 최지영
- 베트남 처녀와 결혼하세요 - 이미랑
- 가리베가스 - 김선민
- 기적의 도로 - 황동혁
- 인간적으로 정이 안 가는 인간 - 손원평
- 모빌 - 임필성
- 두근두근 쿵쿵 - 도영훈
- 그녀 - 박경목
- 베리 굿 - 이재진
- 호랑이 프로젝트 - 이지행
- 겨울철 독거 노인 - 이정현
- 하나도 믿지 못하는 상태 - 박준석
- 라디오 드림스 - 윤지원
- 죽어라지마 - 류훈
- 웜 & 콜드 - 김지현
- 미성년자 관람불가 - 박신우
- 관성의 법칙 - 백철현
- 사랑하는 소녀 - 김종관
- 투디 오어 낫 투디 - 최원재
- 올 겨울 이런 남자를 만나라 - 이재형
- 가는 길에... - 이강민
- 명랑 스토커 - 신태라
- 전쟁영화 - 유채목

### 해외장편영화
- 8월의 크리스마스 - 나가사키 슌이치
- 계약 연애 - 루쉐창
- 거리의 카페 - 캄보지아 파르토비
- 내 마음의 이방인 - 우치다 켄지
- 스윙걸즈 - 야구치 시노부
- 내 곁에 있어줘 - 에릭 쿠
- 킬로미터 제로 - 히너 사림
- 한밤 중의 야지상 기타상 - 쿠도 칸쿠로
- 역경 나인 - 하스미 에이이치로
- 아쉬람 - 디파 메타
- 섹스와 철학 - 모흐센 마흐말바프
- 몽골리언 핑퐁 - 닝 하오
- 버려진 땅 - 비무크치 자야선다라
- 치카의 여러 얼굴 - 위시트 사사나티엥
- 택시 운전수의 사랑 - 콩데이 자투란라스미
- 흔들리는 구름 - 차이밍량
- 시티즌 독 - 위시트 사사나티엥
- 특별한 사랑 - 안전군
- 메종 드 히미코 - 이누도 잇신
- 샹그릴라에서 온 신부 - 장 지아뤠이
- 쓰레기 시인 - 모함마드 아흐마디

### 해외단편영화
- 고통없는 섹스 - 추키트 웡수완
- 관계 - 자트 탄차론
- 간이역 - 치엔 핑 린
- 가족사진 - 부전펭
- 카라, 나무의 딸 - 에드윈
- 집이 줄었어요 - 나와폴 타므로그라타나릿
- 레드 드로잉 - 마가렛 봉 츄젠
- 몽키 러브 - 로이스톤 탄

### 아시아애니메이션
- 작지만 깊은, 사랑이야기 - 신핑 판
- 레지온 II - 우 유
- 방 - 김준기
- 마리노 - Pan Jen Chieh
- 남자다운 수다 - 홍덕표
- 플레이 테니스 - 류진호 외
- 아빠가 필요해 - 장형윤
- 아티피셜 썬 - Shiu Cheng
- 악어인간의 일기 - 여리나